# Les Passants
Les Passants (срп. Пролазник) песма је француске кантауторке Заз која се налази на њеном дебитантском албуму Zaz.